# Papafi
Papafi (Grieks: Παπάφη) is een metrostation in de Griekse stad Thessaloniki dat op 30 november 2024 werd geopend. Het station ligt onder de westkant van het terrein van het weeshuis dat door de naamgever van het station, Ioannis Papafis, werd opgericht.

## Geschiedenis
Na de grote stadsbrand van 1917 stelde premier Venizelos een commissie in die met voorstellen voor de wederopbouw van Thessaloniki moest komen. Onderdeel van het wederopbouwplan uit 1918 was de aanleg van een metro, die binnen de stadsmuren in een tunnel onder de Egnatialaan zou lopen en ten oosten van de universiteit bovengronds, met een keerlus bij het beoogde eindpunt bij Nea Elvetia. Dit bovengrondse traject zou het terrein van het weeshuis ten oosten van het hoofdgebouw kruisen. De stad werd herbouwd zonder metro en in 1968 kwam er een nieuw voorstel voor een metro, dit keer als ringlijn, dat evenmin werd uitgevoerd. 
In de jaren 80 van de 20e eeuw kwam de gemeente met een eigen project voor een metro waarin ook de tunnel onder de oude stad was opgenomen en aanvankelijk deels als sneltram zou worden gebouwd. In 1988 besloot burgemeester Kouvelas het geheel uit te voeren als metro in tunnels ook buiten de oude stad. In dit project zou Papafi de splitsing worden tussen twee takken ten zuiden van Papafi die bij Nea Elvetia weer bij elkaar zouden komen. De oosttak zou pas op termijn onder de Papafistraat worden gebouwd zodat er een grote dubbelsporige keerlus met meerdere stations zou ontstaan tussen Papafi en Nea Elvetia. Dit gemeentelijke project werd om financiële redenen in 1989 stilgelegd. 
De westtak van dat project en de tunnel onder de oude stad zijn wel de basis voor het tracé van lijn 1 dat in 2003 werd vastgelegd. In april 2006 werd gekozen voor een automatische metro naar het voorbeeld van de metro van Kopenhagen. Volgens het ontwerp zou die, in tegenstelling tot de openbouwputtunnels van het gemeentelijke metroproject,  in geboorde tunnels op ongeveer 9 meter diepte komen, archeologische vondsten leidden echter tot een wijziging van het ontwerp waarbij de tunnels ongeveer tussen de 14 en 31 meter diep kwamen te liggen. Het station werd tegelijk met lijn 1 geopend op 30 november 2024.

## Ligging en inrichting
Het station ligt in een 20 meter diepe stationskuip onder het westelijke deel van het terrein van het weeshuis. De indeling en afwerking van de kuip volgt vrijwel volledig het Deense voorbeeld, al zijn er geen daklichten en liggen de toegangen niet in het verlengde van de stationshal. De OV-poortjes staan in de noordwesthoek van de kuip en vormen de scheiding tussen de stationshal en de reizigerstunnels naar de toegangen van het station. De noordkop van het perron is met een lift en een vaste trap verbonden met de stationshal. In het zuidelijke deel van de kuip zijn twee roltrapgroepen, met elk vier roltrappen, die de stationshal en het perron met elkaar verbinden. Vlak ten westen van de OV-poortjes ligt de zuidelijke toegang met twee roltrappen en een lift aan de Karamanlilaan. Tegenover deze toegang zijn in de reizigerstunnel de kaartautomaten en de kaartverkoop. De reizigerstunnel loopt onder de Karamanlilaan door naar de noordelijke toegang met twee roltrappen en een vaste trap in het noordelijke deel van de Papafilaan.    